# Fenton Hamilton
Fenton Darnell Hamilton (* 31. Oktober 1904 in Utah; † 22. Juli 1978 in Los Angeles, Kalifornien) war ein US-amerikanischer Elektrotechniker, Beleuchter und Kameramann.

## Leben und Wirken
Hamilton wuchs als Kind in Utah auf und lebte seit dem Teenager-Alter in Kalifornien. Hier erhielt er eine elektrotechnische Ausbildung. Im Hollywood der 1920er Jahre wurde Hamilton von der Filmindustrie zunächst als Beleuchter eingestellt und diente rund drei Jahrzehnte lang seinem Arbeitgeber, der MGM, als Chef von deren Beleuchtungsabteilung. In diesem Bereich oblag es ihm unter anderem auch, in den frühen Tonfilmjahren Greta Garbo ins perfekte Licht zu setzen. 1953 wagte er sich vor die Kamera und hatte in der Komödie Du bist so leicht zu lieben an der Seite von Esther Williams eine kleine Nebenrolle. In späterer Zeit war er als Chefbeleuchter auch an zentralen MGM-Produktionen wie Quo Vadis? (1950/51), Der Admiral (1959) und Spiel mit mir (1962) beteiligt. Zu Beginn der 1970er Jahre wurde Hamilton kurz hintereinander gleich zwei Mal für seine entwicklungstechnischen Leistungen im Beleuchtungssektor mit einem Technik-Oscar ausgezeichnet: das erste Mal 1970 für das, wie es in der Begründung hieß, „Konzept und die Konstruktion eines mobilen Batterieaggregats für die Standortbeleuchtung“ und das zweite Mal 1972 für die „Entwicklung und Einführung des Sunbrute-Systems von Xenon-Lichtbogenlampen für die Filmprojektion“. Anschließend wechselte Fenton Hamilton für seine verbleibenden Lebensjahre hinter die Kamera. Seine Arbeiten als Bildgestalter sind jedoch nicht weiter erwähnenswert.

## Filmografie (als Kameramann)
- 1972: The Limit
- 1973: Godfather of Harlem (Der Pate von Harlem) (Black Caesar)
- 1973: Heiße Hölle Harlem (Hell Up in Harlem)
- 1974: Die Wiege des Bösen (It‘s Alive)
- 1978: Die Wiege des Satans (It Lives Again)